# 沃齐米日·萨达尔斯基
沃齐米日·萨达尔斯基（波蘭語：Włodzimierz Sadalski，1949年8月29日—），波兰男子排球运动员。他曾代表波兰国家队参加1976年夏季奥林匹克运动会排球比赛，获得一枚金牌。